# ケベック会談

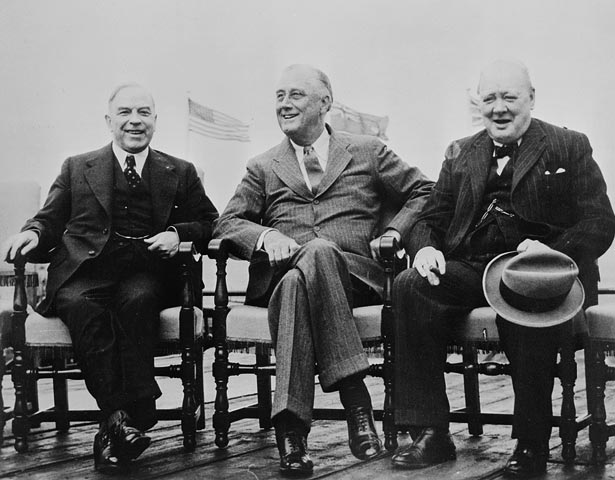
第1次ケベック会談に出席中のマッケンジー・キング、フランクリン・ルーズベルトおよびウィンストン・チャーチル。

ケベック会談（ケベックかいだん）は、第二次世界大戦中の1943年8月17日から8月24日にイギリスおよびアメリカ合衆国によってイギリス自治領カナダで開かれた秘密軍事会合である。会談のコードネームは“QUADRANT”（四分円）。1944年の会談との関係で、第1回ケベック会談とも呼ぶ。

## 背景
1943年7月、ハスキー作戦によりシチリア島の戦いが連合軍の勝利に終わり、イタリアのベニート・ムッソリーニが失脚するなど、第二次世界大戦の戦局は大きく変化した。これらの情勢の変化を踏まえ、ルーズベルトとチャーチルは、5月の第3回ワシントン会談に続き、再度の英米首脳会談を行う必要があると一致した。そこで、ルーズベルトの提案により、ケベックを開催場所として会談が行われることになった。
開催場所はイギリス自治領だったカナダのケベック・シティーのシタデルとシャトー・フロンテナック。主な出席者は、イギリス首相のウィンストン・チャーチルとアメリカ合衆国大統領のフランクリン・ルーズベルトで、カナダ首相のウィリアム・ライアン・マッケンジー・キングも関わったが正式な参加国ではなかった。
チャーチル一行200人と護衛兵は、客船「クイーン・メリー」でハリファックスへと向かった。航海中、フランスへの反攻作戦やビルマ戦線について、イギリス側の案の検討が行われた。

## 内容

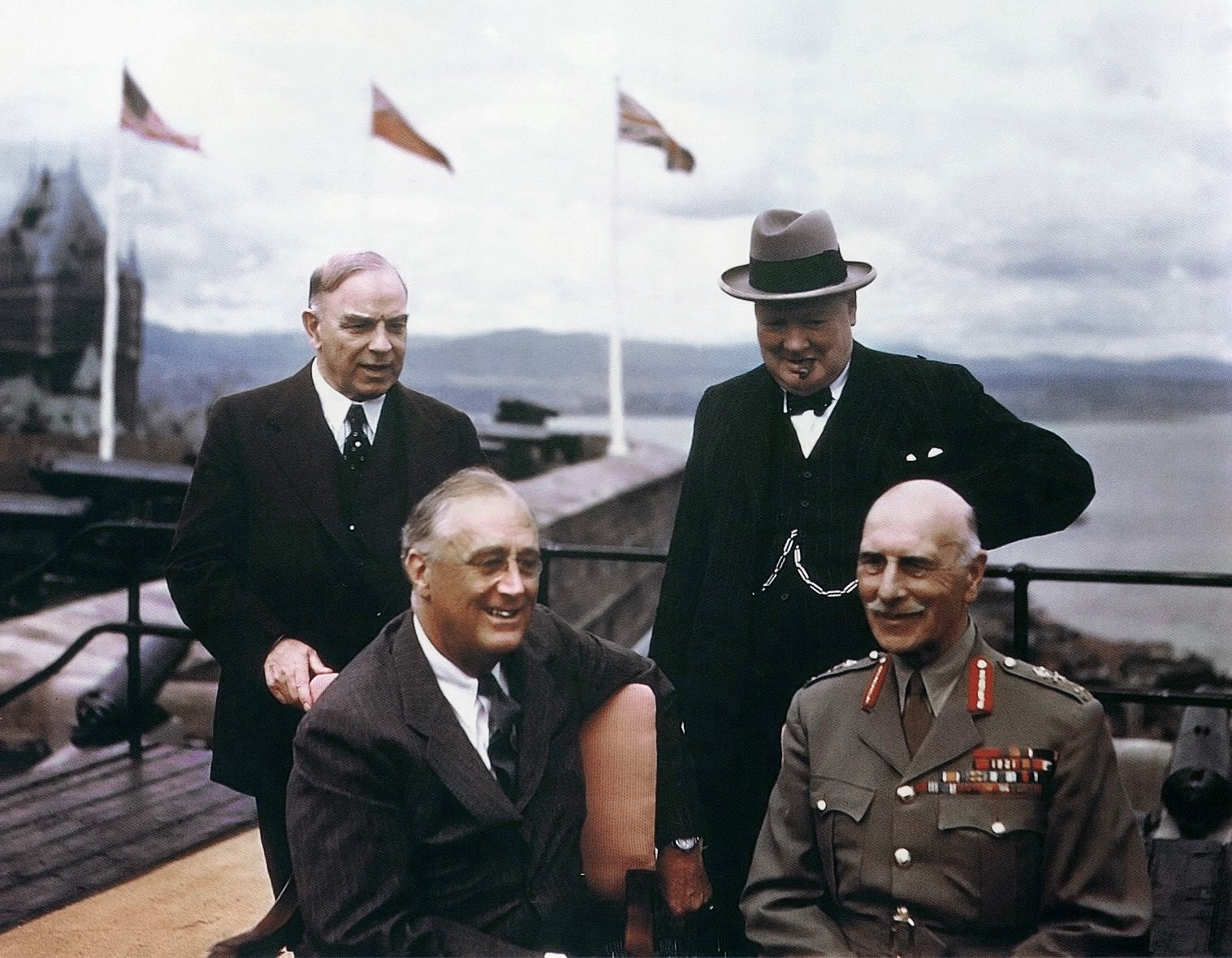
シタデルに集まったマッケンジー・キング、ルーズベルト、チャーチルとカナダ総督のアレクサンダー・ケンブリッジ（en）。

秘密議事録によれば、出席した連合国の首脳により、フランスへの反攻計画「オーバーロード作戦」の実施が合意された。そして、ドイツ本土への爆撃の強化や、フランス上陸に備えたアメリカ軍のイギリス本土進出の継続が約束された。チャーチルが強い関心を寄せる地中海戦線についても、イタリアの枢軸国からの脱落とイタリア本土及びコルシカ島攻略を狙った戦力の集中を図るものと決めた。バルカン半島に対する作戦はゲリラへの援助にとどめることになった。
会談では、特に極東の戦略問題が討議され、アメリカからは、日本に対して海洋軍事力による粉砕と日本近海の制圧とともに、ビルマを通って中国の日本軍に攻撃力を向け、その上で中国の空軍基地から日本本土に対する集中的、連続的空襲が不可欠であるとした。イギリスからは、太平洋正面からフィリピンへ、次いで日本本土を包囲的に作戦を進める戦略を主張した。結局決定には至らなかったが、中国との陸路の連絡をつけ、かつ空路を改善し確保する目的をもって、その攻撃作戦に努力を傾注すべきことが決定され、ドイツ崩壊後12か月以内に日本を敗北させるように立案することとされた。そのために、日本の国力を消耗させ、交通線を遮断し、本土攻撃のための前進拠点を確保するための、より活発な作戦行動を展開する方針が決定されている。中国への援蔣ルートについては、陸路の連絡回復とハンプ越えによる空輸強化に努めることが決定された。
この会談ではB-29の使用が戦略の一つとして取り上げられ、アメリカからはセッティング・サン計画が提案された。内容は中国を基地とするB-29の28機ずつの10編隊（逐次20編隊に増強）から始め、ドイツ降伏から12か月以内に日本を屈服させることを目標にしていた。
この会談での戦略に関する合意は、ソビエト連邦と蔣介石率いる中国にも連絡された。そのほかの議題として、激化したイギリス委任統治領パレスチナでの反英運動をなだめるため、共同声明も公表された。ケベック会談では、ドイツのポーランドにおける残虐行為にも言及されている。
核兵器の開発についても、3カ国の協力体制強化が話し合われた。チャーチルとルーズベルトは、核兵器技術共有に関しての合意書であるケベック協定にも密かに署名していた。